# حشره‌خوار تروبریج
 حشره‌خوار تروبریج (نام علمی: Sorex trowbridgii) نام یک گونه از سرده حشره‌خوارهای دم‌دراز است.